# Grigori Kriss
Grigori Kriss (Kiev, 24 december 1940) is een Sovjet-Oekraïens schermer.
Kriss werd in 1964 olympisch kampioen individueel, vier jaar later moest hij genoegen nemen met zilver individueel en met het team. In 1972 won Kriss Olympisch brons. 
Kriss werd in 1967 en 1969 wereldkampioen met het team en in 1971 individueel.

## Resultaten

### Olympische Zomerspelen
| Jaar | Plaats      | Resultaten                     |
| ---- | ----------- | ------------------------------ |
| 1964 | Tokio       | degen 7e degen team            |
| 1968 | Mexico-stad | degen degen team               |
| 1972 | München     | degen team HF poule degen team |

### Wereldkampioenschappen schermen
| Jaar | Plaats   | Resultaten         |
| ---- | -------- | ------------------ |
| 1965 | Parijs   | degen team         |
| 1966 | Moskou   | degen team         |
| 1967 | Montreal | degen team · degen |
| 1969 | Havana   | degen team         |
| 1971 | Wenen    | degen · degen team |

## Eretitels
- Meester in de sport van de Sovjet-Unie, met Lof (1964)
- Orde van Vorst Jaroslav de Wijze van de V-graad (2020)
- Orde van Verdienste van de III-graad (2002)
- Orde van Verdienste van de II-graad (2012)
- Orde van Verdienste van de I-graad (2016)

1900: Ramón Fonst ·
1904: Ramón Fonst ·
1908: Gaston Alibert ·
1912: Paul Anspach ·
1920: Armand Massard ·
1924: Charles Delporte ·
1928: Lucien Gaudin ·
1932: Giancarlo Cornaggia-Medici ·
1936: Franco Riccardi ·
1948: Gino Cantone ·
1952: Edoardo Mangiarotti ·
1956: Carlo Pavesi ·
1960: Giuseppe Delfino ·
1964: Grigori Kriss ·
1968: Győző Kulcsár ·
1972: Csaba Fenyvesi ·
1976: Alexander Pusch ·
1980: Johan Harmenberg ·
1984: Philippe Boisse ·
1988: Arnd Schmitt ·
1992: Éric Srecki ·
1996: Aleksandr Beketov ·
2000: Pavel Kolobkov ·
2004: Marcel Fischer ·
2008: Matteo Tagliariol · 
2012: Rubén Limardo · 
2016: Park Sang-young · 
2020: Romain Cannone · 
2024: Koki Kano